# Damien – Omen II
Damien – Omen II ist ein Horrorfilm des US-amerikanischen Regisseurs Don Taylor aus dem Jahre 1978. Der Film erschien zwei Jahre nach dem ersten Teil und ist der zweite der Das Omen-Reihe. Die nachfolgenden Filme sind Barbara’s Baby – Omen III und Omen IV: Das Erwachen.

## Handlung
In Israel erfährt der Archäologe und Exorzist Bugenhagen durch die Zeitung, dass der amerikanische Diplomat Robert Thorn und seine Frau in London ums Leben gekommen sind, es ist ein Bild von ihrem noch lebenden Sohn Damien abgedruckt. Bugenhagen hatte damals Robert Thorn selbst die Dolche gegeben, mit denen er seinen Sohn, bei dem es sich um den Sohn des Teufels handelt, töten sollte. Im Gespräch mit Michael Morgan, einem Bekannten der Familie, spricht er seinen Verdacht aus und will, dass dieser der Familie, in der Damien nun lebt, die Zusammenhänge darlegt. Er trägt eine Holzkiste bei sich, in der sich mehrere Dolche und ein Brief befinden, in dem ausführliche Erklärungen über den schrecklichen Sachverhalt stehen. Morgan ist jedoch nicht überzeugt, Bugenhagen führt ihn daraufhin zu einer Ausgrabungsstätte, wo sie in einen Raum hinabsteigen. Dort sind Wandmalereien, die auch den Antichristen zeigen und dessen Gesicht entspricht, wie Morgan sogleich erkennt, dem von Damien. Der Raum stürzt jedoch plötzlich ein und begräbt die beiden Männer.
Sieben Jahre später: Damien Thorn ist inzwischen zwölf Jahre alt und lebt in der Familie seines reichen Onkels Richard Thorn, dem Bruder seines Vaters, in Chicago. Dieser ist der Eigentümer der Großindustrie Thorn Industries. Gemeinsam mit seinem Cousin Mark wird er auf eine Kadettenanstalt geschickt. Nachdem die beiden Jungen dorthin aufgebrochen sind, stirbt Tante Marion, die stets eine tiefe und für den Rest der Familie unerklärliche Abneigung gegenüber Damien hatte. Sie war sehr dagegen, dass die beiden Jungen auf dieselbe Schule gehen und hielt Damien für keinen guten Einfluss auf Mark. Auch hatte sie darauf hingewiesen, dass Robert Thorn – der in der Familie als geistig verwirrt beurteilt wird – damals versuchte, Damien zu töten.
Damien selbst weiß nicht, dass er in Wirklichkeit der Sohn des Teufels ist. An der Akademie, mit der die Familie Thorn schon längere Zeit verbunden ist, rät ihm sein Ausbilder, sich mit der Offenbarung des Johannes zu befassen, vor allem Kapitel 13 würde Aufschluss darüber geben, wer er ist. Damien geht dem Rat nach und erkennt, dass es sich bei ihm selbst um den Antichristen handelt. Er sucht an seinem Kopf nach einem Mal und findet schließlich die 666, durch die er Gewissheit hat. Er ist zunächst verwirrt und fragt sich, weshalb es ausgerechnet ihn treffen muss.
Während dieser Zeit sterben alle unter mysteriösen Umständen, die Damien in der Ergreifung der Macht im Weg stehen oder von seiner Identität als Antichrist wissen, darunter auch sein Cousin Mark.
Sein Onkel mag zunächst nichts von der Verschwörung des Antichristen hören und ignoriert alle Hinweise. Inzwischen hat sich allerdings herausgestellt, dass Bugenhagen vor sieben Jahren gestorben ist, Richard Thorn erhält den Kasten, den Morgan ihm überbringen sollte. Er liest den darin befindlichen Brief von Bugenhagen und ist zunächst verärgert darüber, hält es für Wahnvorstellungen eines religiösen Fanatikers. Überzeugt wird er erst dadurch, als er unter einer Reihe von Ausstellungsgegenständen von der Ausgrabungsstätte, die für eine Ausstellung von Israel in die Vereinigten Staaten gebracht wurden, auf den Antichristen darstellenden Wandmalereien das Gesicht Damiens erkennt. Nun versteht er, dass sein verstorbener Bruder nicht verrückt war, und er fasst den Entschluss, seinen Adoptivsohn zu töten. Dazu verwendet er die sieben Dolche aus dem ersten Teil (die in der Filmserie die einzige Möglichkeit darstellen, den Antichristen zu töten). Er hat vor, Damien in das Museum von Thorn Industries bringen zu lassen, wo die Dolche aufbewahrt sind, und ihn dort umzubringen. Er begibt sich mit seiner Frau Ann – bei der es sich um seine zweite Frau und nicht um Marks leibliche Mutter handelt – dorthin. Als sie davon erfährt, will Ann ihren Mann davon abhalten und ersticht ihn schließlich mit einem der Dolche und mit den Worten „Ich habe immer nur ihm gehört“. Inzwischen ist Damien im Museum angekommen, sie ruft ihn, doch Damien reagiert nicht darauf, sondern lässt den gesamten Raum in Flammen aufgehen, in denen Ann stirbt. Damien begibt sich daraufhin wieder nach draußen, wo gerade die Feuerwehr sich dem Museum nähert, um den Brand zu löschen.

## Entstehung
Der Film wurde in Los Angeles produziert, weitere Aufnahmeorte waren Chicago in Illinois sowie Lake Geneva und Eagle River in Wisconsin. Die Anfangsszenen wurden in Akkon (Israel) aufgenommen. Das Field Museum of Natural History bildete die Kulisse des Thorn Museums.
Ursprünglich hatte man Mike Hodges angeboten, die Regie des Vorgängerfilmes zu übernehmen, was dieser jedoch ablehnte. Er begann schließlich mit den Regiearbeiten für die Fortsetzung Damien – Omen II, wurde jedoch nach drei Wochen wegen künstlerischer Differenzen entlassen. Dennoch wurden einige Szenen von Mike Hodges beibehalten.

## Veröffentlichung
Der Film war, obwohl er nicht an den weltweiten Erfolg des Vorgängers anknüpfen konnte, kommerziell betrachtet erfolgreich und spielte in den USA über 25 Millionen Dollar ein.

## Kritiken
Die Reaktionen fielen aufgrund der hohen Erwartungen nach dem Erfolg des ersten Teiles gemischt aus, was sich auch in den Auswertungen US-amerikanischer Aggregatoren widerspiegelt. So erfasst Rotten Tomatoes mehrheitlich kritische Besprechungen und ordnet den Film dementsprechend als „Gammelig“ ein. Laut Metacritic fallen die Bewertungen im Mittel „Durchwachsen oder Durchschnittlich“ aus. Kritisiert wurde, dass manche Szenen unbeabsichtigt komisch wirkten, wie etwa als ein Rabe einer Frau die Augen aushackt und diese auf der Straße von einem LKW erfasst wird. Dennoch gibt es auch positive Kritiken:

„Auch wenn hier das Schema des Vorgängers wiederholt wird: Es bleibt gruselig und spannend.“

„Auch der zweite Teil des in der Exorzisten-Nachfolge entstandenen Schockers bietet haarsträubende Horror-Unterhaltung mit perfekt inszenierten Spezialeffekten.“

Die von Jerry Goldsmith komponierte Filmmusik bekam wie die des Vorgängers sehr gute Kritiken.